# Брожа (посёлок)
Бро́жа (бел. Брожа) — посёлок в составе Брожского сельсовета Бобруйского района Могилёвской области Республики Беларусь.

## Географическое положение
Поселок находится в 22 км к югу от Бобруйска, на реке Брожка (левый приток реки Березина), остановочный пункт «Брожа» на железнодорожной линии Бобруйск-Рабкор.

## Население
- 1798 год — 127 человек
- 1857 год — 252 человека
- 1959 год — 490 человек
- 1970 год — 641 человек
- 1986 год — 730 человек
- 1999 год — 700 человек
- 2007 год — 626 человек
- 2010 год — 535 человек
- 2014 год — 544 человека

## Железнодорожная станция
В конце 1916 года на 21-й версте железнодорожной линии Бобруйск-Ратмировичи открыта железнодорожная станция «Брожа». Общая протяженность линии составляла 51 версту. В 20-30-е годы XX века через станцию в сутки проходило 2—3 пары поездов. Основу грузоперевозок составляли лес и лесоматериалы. В 1931 году железнодорожная линия продлена до деревни Старушки (протяженность линии Бобруйск-Старушки 134 км). В 30-е годы XX века от станции «Брожа» отходили две ветви конно-деревянной дороги. Первая ветвь протяженностью 18 км заканчивалась у лесопильни, располагавшейся в 1,5 км к югу от деревни Макаровка Бобруйского района. Вторая ветвь протяженностью 11 км доходила до лесоразработок в 2 км восточнее деревни Чикили Глусского района. В начале 50-х годов XX века организовано регулярное движение пассажирского поезда сообщением Жлобин—Рабкор, в составе которого имелись почтовый и багажный вагоны. С 01.05.2014 железнодорожная станция «Брожа» реорганизована в остановочный пункт.
|            | Дрова | Лесоматериал | Керосин | Прочие товары | Служебные грузы | Общий грузооборот |
| ---------- | ----- | ------------ | ------- | ------------- | --------------- | ----------------- |
| Отправлено |       | 5            |         |               |                 | 5                 |
| Прибыло    | 1     | 2            | 1       | 1             | 27              | 32                |

## Планировка поселка
Планировка поселка квартальная. Главная улица прямолинейная, меридиональная. Общественный центр сформирован в центральной части поселка. Преимущественно деревянная застройка усадебного типа. На восток от Брожи размещается обособленная часть поселка (бывшая деревня Слободка).

## Достопримечательность
- Одиночный курган периода раннего средневековья (Х-ХІІІ вв.), 0,8 км на юго-запад от посёлка —  Историко-культурная ценность Республики Беларусь, шифр 513В000082.
- Братская могила (1941—1944)[3] —  Историко-культурная ценность Республики Беларусь, шифр 513Д000084.
- Могила жертв фашизма.
- Мемориальная доска подпольщикам.